# Oatly
Oatly Group AB — шведська харчова компанія, яка виробляє альтернативи молочним продуктам з вівса. Компанія Oatly була заснована в 1990-х роках завдяки дослідженням Лундського університету. Oatly має штаб-квартиру в Мальме та центр виробництва та розробки в Ландскруні. Ключовими ринками Oatly є Швеція, Німеччина та Велика Британія, а її продукти були доступні в 60 000 роздрібних магазинах і 32 200 кав'ярнях по всьому світу станом на 31 грудня 2020 року. Oatly доступний в 11 000 магазинах кави та чаю в Китаї та в понад 6 000 роздрібних і спеціалізованих магазинів по всій території США, включаючи тисячі закладів Starbucks .

## історія

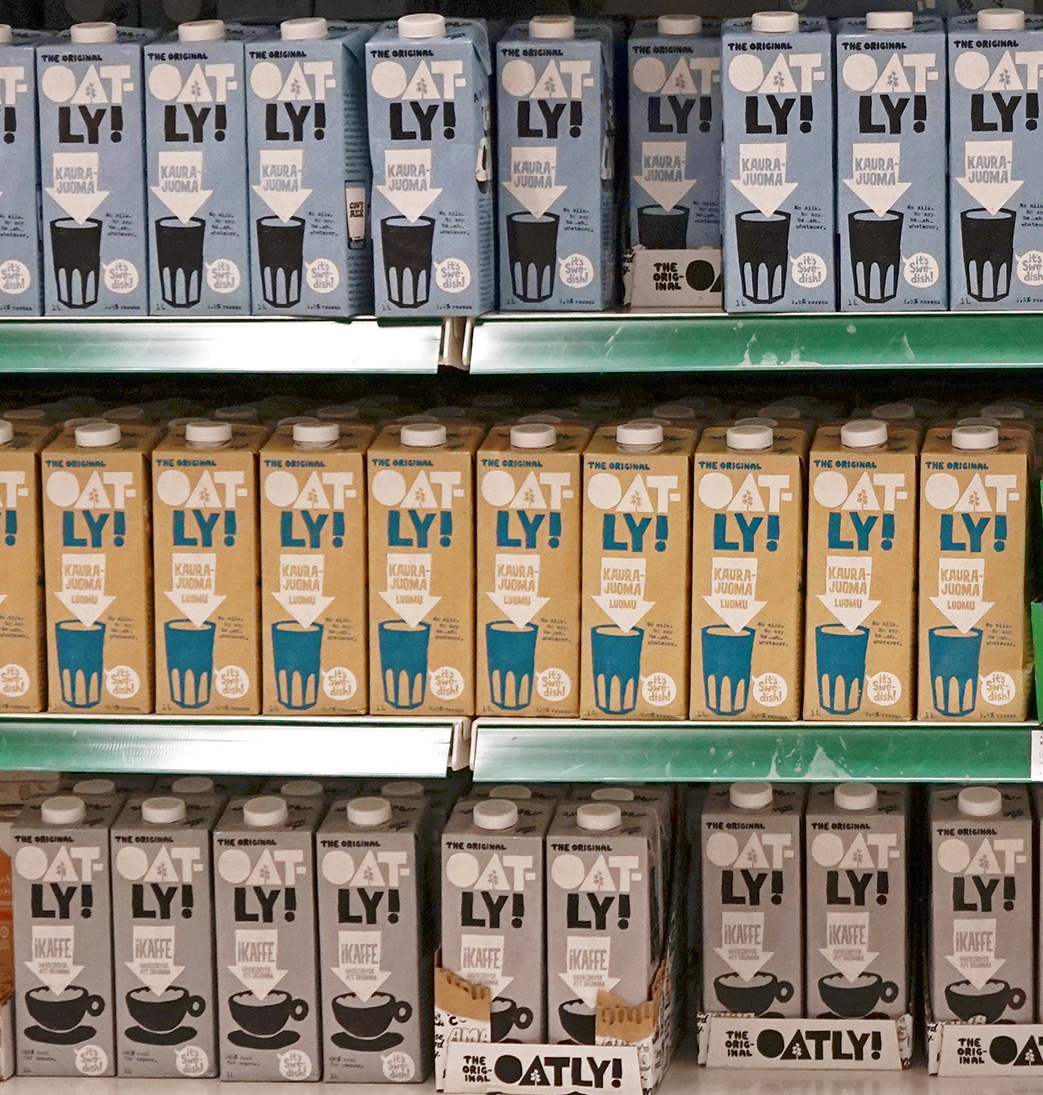
Полиці продуктів Oatly

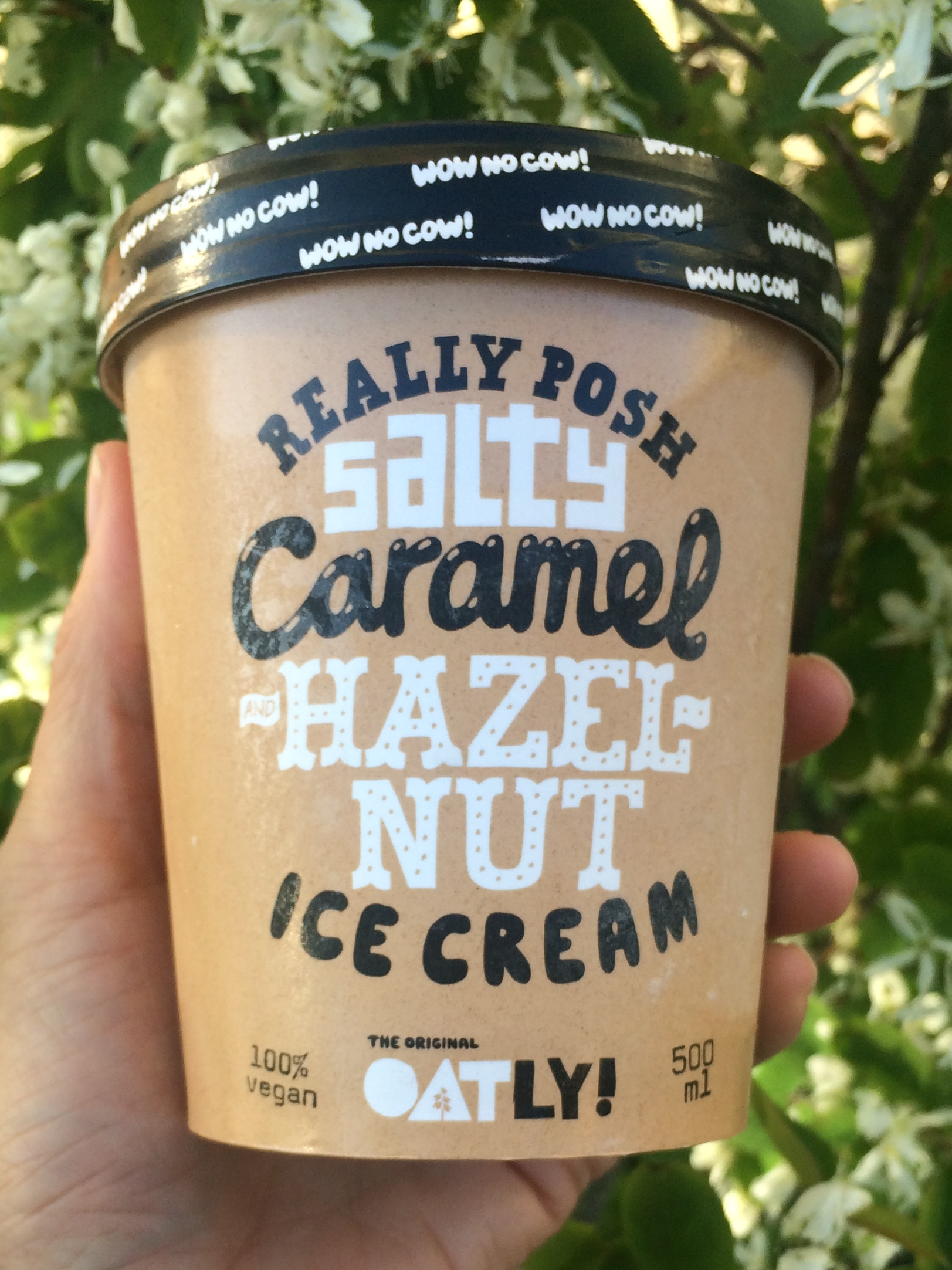
Веганське морозиво Oatly Salty Caramel і фундук

Компанія Oatly була заснована в 1993 або 1994 роках вченим-харчувальником Рікардом Осте та його братом Бйорном Осте. Материнська компанія Oatly AB — Ceba AB, заснована Рікардом Осте, Інгегерд Шьохольм, Інгер Алден і Леннартом Ліндалем разом із зерновою компанією Skånska Lantmännen 17 лютого 1994 року Oatly Group змінила назву з Havre Global AB 1 березня 2021.
Зараз Oatly частково належать The Blackstone Group (7 %), Verlinvest, China Resources (конгломерат, що належить китайській державі), Industrifonden, Östersjöstiftelsen і співробітникам. До групи також входили такі знаменитості, як Опра Вінфрі та Джей-Зі, а також засновник Starbucks Говард Шульц.
У 2018 році компанію публічно критикували за підтримку місцевої свиноферми, якій вона продала залишки свого виробничого процесу. Компанія заявила, що «перегляне це питання».
У 2020 році продаж компанією Oatly частки вартістю 200 мільйонів доларів США інвесторам, у тому числі Blackstone Group, яка фінансувала компанії, що ведуть масштабну вирубку лісів в Амазонії, а також розбудовують дороги в глибини джунглів для експорту продуктів харчування розлютила споживачів і призвела до негативної реакції на компанію.
У 2021 році Oatly подала заявку на розміщення на Nasdaq під тикером «OTLY». Коли компанія встановила умови первинного публічного розміщення, її потенційна вартість оцінювалася в понад 10 мільярдів доларів. Андеррайтерам виступили Morgan Stanley, JP Morgan і Credit Suisse. Ціна акцій OTLY становила 17 доларів, але в перший день була проведена перша публічна торгівля за 22,12 долара.
14 липня 2021 року Shortseller Spruce Point Capital опублікував звіт, у якому поставив під сумнів управління та стабільність Oatly. Spruce Point стверджувала, що Oatly завищила дохід і маржу, серед інших бухгалтерських питань, і звинуватила компанію в зеленому миття через заниження споживання води та відсутність очисних споруд. Після оголошення акції Oatly ненадовго впали нижче IPO, що призвело до кількох групових позовів. Гленн Ванзура з компанії Mayer Brown заявив, що в інших галузях зазвичай подається груповий позов після того, як продавець, який займає коротку позицію, націлений на компанію, щоб знизити ціну акцій, зазначивши, що такі позови часто відхиляються.
Oatly подав до суду на невелику британську компанію Glebe Farm Foods, стверджуючи, що вона порушила торговельну марку Oatly, продаючи упаковки напою на основі вівса під назвою «PureOaty». У серпні 2021 року суддя відхилив справу Oatly у Високому суді Лондона, дійшовши висновку, що між брендом Glebe Farm і Oatly є лише «дуже скромний рівень схожості».

## Продукти
Oatly має широкий асортимент продуктів, включаючи: вівсяне молоко, морозиво, холодну каву, замінники йогурту, кулінарні вершки, спред, заварний крем і майонез. Усі продукти сертифіковані як кошерні та веганські, а також перевірені проектом без ГМО. Усі продукти US Oatly сертифіковані як безглютенові. Однак у Європі та Азії продукти Oatly не є безглютенові.
У США пропонуються вівсяні напої Oatly, заморожені десерти та «оатгурт». Різновиди вівсяного молока, які доступні в США, включають наступне: видання для бариста, оригінальне, шоколадне, повне жирне та нежирне вівсяне молоко. Oatly також пропонує безмолочні заморожені десерти, схожі на морозиво, у кількох смаках. Смаки, які можна придбати в США, включають шоколадну стружку, м'ятну стружку, каву, полуницю, шоколад, ваніль, овес і солону карамель. Вівсяні заморожені десерти доступні лише в магазинах у Сполучених Штатах. Oatgurt, замінник йогурту, виготовляється з вівса і не містить молочних продуктів. Продукт містить активні та живі культури. Смаки вівсяного оатгурту, доступного в США, включають звичайний, полуничний, персиковий, вишневий і ягідний.
На міжнародному рівні Oatly також пропонує вуличні одноразові напої, упаковані в срібні контейнери, які нагадують банки, але виготовлені з паперу, який можна переробити. Різновиди включають шоколадне вівсяне молоко, холодне заварювання латте, органічне матча латте та органічне мокко латте. Крім того, вівсяний напій у коробках і шоколадний вівсяний напій у коробках доступний за межами США.
Єдина харчова різниця між оригінальним вівсяним молоком Oatly і вівсяним молоком barista edition полягає у вмісті жиру. Barista edition містить трохи більший вміст жиру, ніж оригінальна версія (3 % проти 1,5 %). Високий вміст жиру дозволяє вівсяному молоку працювати краще, якщо його приготувати на пару, спінити та поєднати з еспресо для кавових напоїв, звідси й назва «barista edition». Він також забезпечує більш насичений і приємний смак чаю в чайних латте і зазвичай використовується як заміна молока для матча латте.

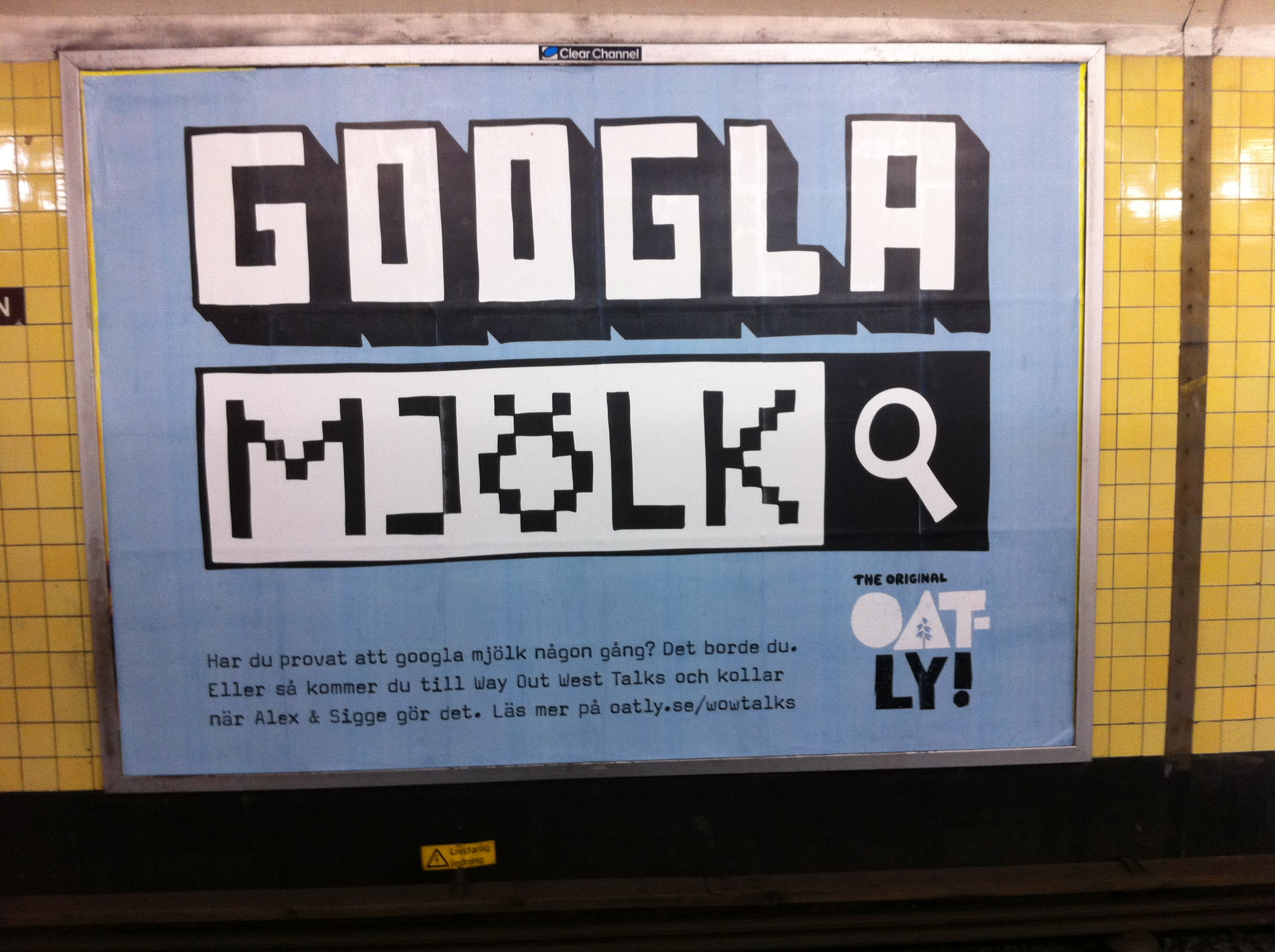
Вівсяна реклама в Стокгольмському метро, 2016 рік

Датська молочна компанія Arla Foods випустила серію рекламних оголошень, щоб перешкодити людям купувати веганські альтернативи коров'ячому молоку, і використовувала підроблений бренд «Pjölk», схожий на Oatly. У відповідь компанія Oatly стала торговою маркою фіктивних брендів Pjölk, Brölk, Sölk і Trölk і почала використовувати їх на своїй упаковці.
Шведське молочне лобі LRF Mjölk успішно подала до суду на Oatly за використання фрази «Молоко, але зроблене для людей». У відповідь на позов Oatly опублікувала текст позову, що призвело до збільшення продажів.
У 2018 році Оутлі витратив 700 000 фунтів стерлінгів на рекламу у Великій Британії на All 4 і на рекламних щитах на вокзалах у Брікстоні, Кінгс-Кросі, Оксфорд-Серкус і Шордічі, використовуючи заборонений у Швеції слоган «Молоко, але зроблено для людей».
У лютому 2021 року компанія розмістила рекламу під час Super Bowl LV . У рекламі під назвою «Вау, без корови» генеральний директор Тоні Петерссон співає джингл на вівсяному полі. Реклама спочатку була показана в Швеції в 2014 році, але була заборонена через позов від LRF Mjölk, який подав до суду на Oatly за використання фрази «Молоко, але зроблене для людей».
Пізніше того ж місяця Oatly запустив свою першу загальноєвропейську рекламну кампанію під назвою «Ти дурний?», показуючи результати тестування у фокус-групах, показуючи людям, які розпізнають продукти та не містять молочних продуктів, незалежно від упаковки, і спрямовують глядачів до петиції проти «Поправки 171», підтриманої Європейською молочною асоціацією, яка прагне заборонити немолочні продукти від використання «дескрипторів на основі молочних продуктів», таких як «молочні продукти», «вершковий», «йогуртовий десерт» або «не містить молока» і може тлумачитися як заборона «дизайну упаковки, який закликає до пам'ятайте про молочні продукти, такі як йогуртниці або молочні упаковки» і забороніть порівняння впливу на клімат . Учасники кампанії та один із членів фокус-групи стверджували, що поправка 171 ускладнить ЄС досягнення мети щодо збільшення споживання рослинної їжі. Поправка 171 була схвалена більшістю голосів у Європейському парламенті в жовтні 2020 року, а наприкінці січня 2021 року вона була передана трилоговим переговорам . 25 травня 2021 року ЄС відкликав поправку 171, таким чином дозволивши молочним компаніям рослинного походження використовувати такі слова, як «масляний» або «вершковий» для опису своїх продуктів.
На початку 2022 року Британське управління стандартів реклами (ASA), приватний регулюючий орган, заборонило кілька рекламних оголошень Oatly. ASA не заперечує твердження Оутлі про те, що веганська дієта зменшить викиди парникових газів. Але ASA виявила, що споживачі можуть сплутати претензії на Oatly Barista Edition з іншими її продуктами, і що дослідження, яке порівнює м'ясну та молочну промисловість з транспортною галуззю, не порівнює обидві однаково.